# Matt Cedeño

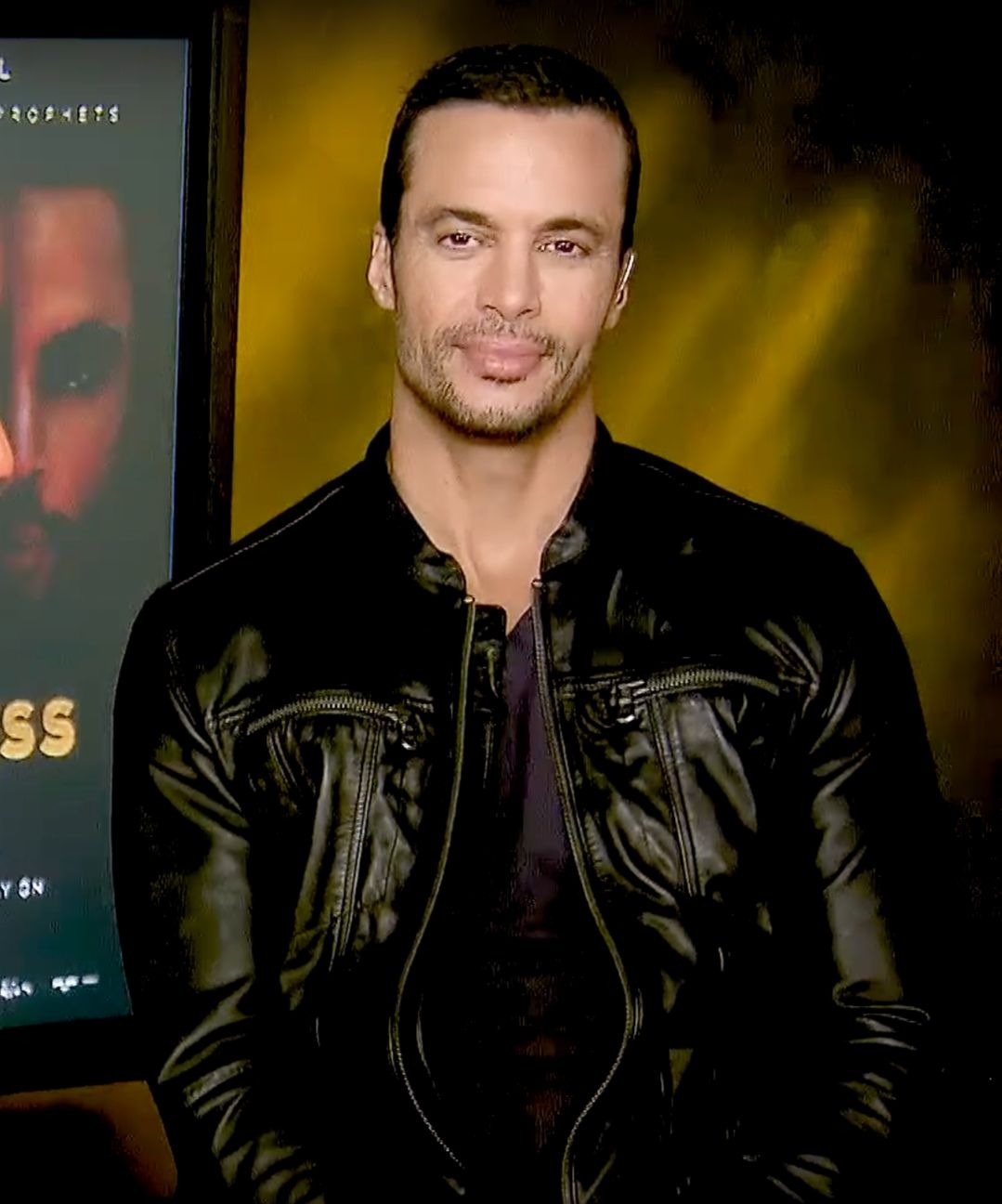
Matt Cedeño, 2020

Matt Cedeño (* 14. November 1973 in Moses Lake, Washington) ist ein US-amerikanischer Schauspieler.

## Leben
Cedeño hat kubanische, irische und englische Vorfahren. Er debütierte in einer Folge der Fernsehserie Alles Roger aus dem Jahr 1997. In der Musikkomödie The Suburbans – The Beat Goes On! (1999) war er neben Will Ferrell, Jennifer Love Hewitt und Ben Stiller zu sehen. Die Rolle in den Jahren 1999 bis 2003 in der Fernsehserie Zeit der Sehnsucht brachte ihm in den Jahren 2000, 2001 und 2002 Nominierungen für den ALMA Award.
In der Fernsehkomödie Romancing the Bride (2005) übernahm Cedeño neben Laura Prepon eine der Hauptrollen; in einer der Nebenrollen trat Carrie Fisher auf. In der Actionkomödie In der Hitze von L.A. (2006) spielte er einen Freund des von den Gangstern verfolgten Musikers Harlan Woodriff (Randy Spelling). In der Serie Devious Maids – Schmutzige Geheimnisse spielt er seit 2013 den ungeoutet homosexuellen Sänger Alejandro Rubio.

## Filmografie (Auswahl)
- 1999: The Suburbans – The Beat Goes On! (The Suburbans)
- 1999–2003: Zeit der Sehnsucht (Days of Our Lives, Fernsehserie, 701 Folgen)
- 2000: 28 Tage (28 Days)
- 2000: Price of Glory
- 2005: Romancing the Bride
- 2006: Familienstreit de Luxe (The War at Home, Fernsehserie, Folge 2x10)
- 2006: In der Hitze von L.A. (Hot Tamale)
- 2006: Die wilden Siebziger (That ’70s Show, Fernsehserie, Folge 8x18)
- 2007: It’s Always Sunny in Philadelphia (Fernsehserie, Folge 3x12)
- 2008: Psych (Fernsehserie, Folge 2x13)
- 2009: Brothers (Fernsehserie, Folge 1x08)
- 2009: Desperate Housewives (Fernsehserie, Folge 5x13)
- 2009: The Mentalist (Fernsehserie, Folge 2x10)
- 2011: Melissa & Joey (Fernsehserie, Folge 1x16)
- 2012: Common Law (Fernsehserie, Folge 1x03)
- 2012: K-11 – Der Knast (K-11)
- 2012: Retribution
- 2013: Anger Management (Fernsehserie, Folge 2x04)
- 2013–2014: Devious Maids – Schmutzige Geheimnisse (Devious Maids, Fernsehserie, 13 Folgen)
- 2014: Baby Daddy (Fernsehserie, Folge 4x01)
- 2015: Power (Fernsehserie, Folge 2x02)
- 2015: Z Nation (Fernsehserie, 2. Staffel)
- 2016: The Originals (Staffel 3, Folge 15)
- 2018: Der Killer-Trainer (Blood, Sweat, and Lies)
- 2023: Best. Christmas. Ever!